# Claudio Cavadini
Claudio Cavadini (* 28. Juni 1935 in Mendrisio, Tessin; † 28. März 2014 ebenda) war ein Schweizer Komponist.

## Leben und Berufsweg
Das Diplom in Komposition erwarb er an der Accademia Filarmonica in Bologna.
Als Komponist hat er sinfonische Werke, Kammermusik, Chorstücke sowie Texte und Musik für den Musikunterricht in der Schule verfasst. Darüber hinaus war er Bearbeiter von zuvor unveröffentlichten italienischen Werken des 17. und 18. Jahrhunderts.
Er war ferner als Fachberater für den Musikunterricht an der Mittelschule des Kantons Tessin und als Lehrer an der Höheren Pädagogischen Lehranstalt von Locarno tätig und beschäftigte sich hierbei mit Fragen der Musikdidaktik. Seine Werke über den Musikunterricht von der Vorschulstufe bis zur Oberschule veröffentlichte er sowohl in der Schweiz als auch in Italien.
Als Musikforscher und Bearbeiter von italienischen Musikstücken des 17. und 18. Jahrhunderts erweckte er Werke von Centorio, Bissone und Brusaschi in Aufführungen zu neuem Leben.

## Kompositionen (Auswahl)
- Invitatio ad miserere. Uraufführung 1982, Auftragskomposition für die „Settimane internazionali“, Ascona
- Adagio Quarto per violoncello e organo (antico) für Violoncello und (antike) Orgel. Pizzicato Verlag Helvetia
- Lieder der Seele für Mezzosopran und Orgel. Text von Achille Piotti (Anima – Mark der Seele), Pizzicato Verlag Helvetia
- Sinfonietta „per gioco“. Pizzicato Verlag Helvetia
- Linee per quartetto di fiati. Pizzicato Verlag (PZ.PVH-226)

## Auszeichnungen
- 1966: Erster Preis am Internationalen RTSI-Febati-Wettbewerb für sinfonische Musik;
- 1968: Preis am Internationalen Wettbewerb „Roberto Galfetti“ für Chormusik;
- 1972: Finalist am Wettbewerb „Viotti“ in Vercelli für Kammermusik;
- 1982: Gewinn der tessineren Finalrunde des Fernsehwettbewerbs „Etoile dŒor“ für Knabenchor;
- 1985: Erster Rang im Finale des eidgenössischen Fernsehwettbewerbs „MusiCHa“ für Bläserorchester;
- 1985: Kompositionspreis der Musica Ticinensis-Febati zum Europäischen Jahr der Musik